# Siphonotus miamiensis
Siphonotus miamiensis är en mångfotingart som beskrevs av Ottis Robert Causey 1953. Siphonotus miamiensis ingår i släktet Siphonotus och familjen koppardubbelfotingar. Inga underarter finns listade i Catalogue of Life.